# Zéphyrin Mutu Diambu-di-Lusala Nieva
Pour les articles homonymes, voir Nieva (homonymie).
Zéphyrin Mutu Diambu-di-Lusala Nieva est un homme politique de la République démocratique du Congo. Il est ministre de la Fonction publique dans les deux gouvernements Gizenga I et Gizenga II, de février 2007 à octobre 2008. Il est membre du MSR.